# Fuorigioco
Il fuorigioco è una regola inclusa nel regolamento di alcuni sport di squadra e in ciascuno di essi fa riferimento alla posizione relativa dei giocatori della squadra attaccante rispetto ad una linea, immaginaria o realmente tracciata sul terreno di gioco. È presente nel regolamento del calcio, dell'hockey su ghiaccio e del rugby.

## Nel calcio
Il fuorigioco è disciplinato dalla Regola 11 del Regolamento del Gioco del Calcio.
Un giocatore si dice in posizione di fuorigioco quando - nel momento in cui un compagno giochi il pallone - egli si trovi nella metà campo avversaria, più vicino alla porta avversaria rispetto a dove si trova il pallone nel momento del passaggio e tra di lui e la linea di porta avversaria non ci siano almeno due giocatori avversari (uno dei quali può eventualmente essere il portiere, condizione questa non necessaria). Lo stazionare in posizione di fuorigioco non costituisce in sé un'infrazione. La posizione di fuorigioco di un giocatore viene punita solo nel momento in cui un compagno di squadra esegua un passaggio (anche in maniera fortuita) verso l'uomo in fuorigioco e questi entri in contatto con il pallone, oppure, pur non essendo il destinatario, influenzi un avversario o tragga vantaggio dalla propria posizione. In passato il regolamento era meno permissivo punendo il fuorigioco indipendentemente dall'uomo al quale fosse diretto il passaggio, salvo prevedere, in alcuni casi il fuorigioco passivo o non punibile. Se un calciatore, infortunato o meno, durante il corso di un'azione termina all'esterno del terreno di gioco, ai fini del calcolo del fuorigioco dovrà essere considerato come se giacesse sul terreno di gioco, nel punto della linea perimetrale più prossimo a lui; in tale contesto, se un difensore rotolasse accidentalmente all'esterno della propria linea di porta, e il portiere suo compagno fosse ancora fra i pali, essi terrebbero in gioco qualsiasi avversario sul terreno di gioco. Un giocatore che riceve un passaggio direttamente da rimessa laterale non è mai in fuorigioco.

## Nell'hockey su ghiaccio
Il fuori gioco è fischiato dal capo-arbitro su segnalazione dei due assistenti. Il fuorigioco si verifica quando, in situazione avversaria, un giocatore della squadra in attacco superi la linea blu prima che il puck (disco) sia entrato nella zona di difesa della squadra avversaria.

## Nel rugby
Si considera in fuorigioco ogni giocatore che si trovi davanti al compagno che porta il pallone, o davanti al compagno che ha giocato per ultimo il pallone.
Un giocatore in fuorigioco deve ritenersi temporaneamente estraneo all'azione di gioco. Se dunque egli prenderà parte all'azione, potrà essere sanzionato.
Un giocatore può tornare in-gioco sia tramite l'azione di un compagno, sia tramite quella di un avversario: quando cioè egli si ritrovi dietro la linea di palla per effetto dell'avanzamento di un compagno o di un arretramento dell'avversario.
Dunque un giocatore in fuorigioco è da sanzionare: 1) se interferisce nell'azione dal punto in cui si trova; 2) se si muove in avanti o verso il pallone invece di arretrare; 3) se, in caso di pallone calciato in avanti da un compagno, non si posizioni 10 metri dietro al punto in cui il pallone atterra o viene raccolto.

## Altro
In vista dei Giochi della XXX Olimpiade di Londra nel 2012, la Royal Mint ha coniato una moneta da 50 penny celebrativa in cui è stata schematizzata la regola del fuorigioco. L'opera è del giornalista sportivo Neil Wolfson.